# Hokejski klub Lipovci
Hokejski klub Lipovci (kratica HK Lipovci) je slovenski klub hokeja na travi. Je rekorder po osvojenih naslovih državnega prvaka Slovenije, saj je od sezone 1991/1992 ta naslov osvojil kar petindvajsetkrat. Poleg številnih hokejskih lovorik, je bil klub v letih 2004 in 2009 izbran tudi za najboljši športni kolektiv Pomurja. Od leta 1994 do leta 2005 se je klub imenoval HK Lek Lipovci in od leta 2005 do 2010 HK Pliva Lipovci.

## Zgodovina

### Pred letom 1965
S prvimi koraki hokeja na travi so se Lipovčani seznanili leta 1961, ko je bila na pobudo takratnega učitelja športne vzgoje Petra Šraja pri ŠŠD Faboš na osnovni šoli Beltinci ustanovljena sekcija za hokej na travi. Sprva so ekipo Beltincev, ki je tekmovala pod imenom Partizan, sestavljali igralci iz celotnega beltinskega okoliša, kmalu nato pa začeli prevladovati igralci iz Lipovcev. Ekipa je v letih 1962 in 1963 tekmovala v pomurski ligi in obakrat, med štirimi ekipami, osvojila drugo mesto. Leta 1964 je ekipa tekmovala le v jesenskem delu prvenstva, nato pa odstopila od tekmovanja.

### 1965-1970
Po razpadu hokejske ekipe v Beltincih leta 1964, so na pobudo Jožeta Zvera, leta 1965 ustanovili HK Lipovci. Prvo tekmo so Lipovčani odigali 23. aprila 1965 proti Radgoni in zmagali z 2:1. Prvo leto obstoja so tekmovali v pomurski ligi in osvojili končno tretje mesto, mesto više pa so bili v pokalnem tekmovanju.
Naslednje leto so se v tekmovanje vključili z vsemi ekipami (člani, mladinci in pionirji). Članska ekipa je osvojila drugo mesto tako v slovenski ligi, kot tudi pomurski ligi. Mladinska ekipa je postala republiški prvak Slovenije, po zmagi v finalu nad Gaberjem iz Celja s 3:0. Na državnem mladinskem prvenstvu Jugoslavije pa so osvojili tretje mesto. Uspešno sezono so zaključili pionirji, ki so postali prvi pomurski prvaki v tej kategoriji..
Leta 1967 je članska ekipa osvojila naslov pomurskega prvaka, na republiškem prvenstvu pa izgubila v finalu proti Celjanom in osvojila drugo mesto. Pravi podvig so pripravili mladinci, ki so tega leta postali državni mladinski prvaki Jugoslavije. Uspeh so ponovili tudi pionirji z obranitvijo naslova najboljših v Pomurju.  
Leto 1968 ni bilo najuspešnejše, člani so bili ponovo drugi v Sloveniji in šele tretji na pomurskem prvenstvu. Mladinci so sicer postali republiški prvaki, žal pa z veliko smole končali kot tretji v Jugoslaviji. Prva prava članska uspeha sta prinesli leti 1969 in 1970, saj so HK Lipovci prvič in drugič postali republiški prvaki Slovenije.  

### 1971-1980
Leto 1971 je ponovno prineslo velike uspehe, saj so hokejisti ponovili svoj največji uspeh in ponovno osvojili naslov mladinskih prvakov Jugoslavije. Poleg tega je bila članska ekipa slovenski in pomurski prvak.
Leta 1970 je bil ustanovlejen HK Pomurje, ekipa ki naj bi bila sestavljena iz najboljših igralcev v regiji, z namenom tekmovanja na jugoslovanskem zveznem nivoju. Jeseni leta 1971, se je to z vklučitvijo v zvezno ligo - zahod tudi zgodilo. Za HK Pomurje so v naslednjih dveh desetletjih nastopali številni najboljši igralci iz Lipovec, kar se je poznalo pri rezultatih članske ekipe predvsem v letih 1972, 1973 in 1974. Zato je bila toliko uspešnejša mladinska ekipa, ki je leta 1973 postala slovenski prvak, leta 1974 pa še tretjič osvojila mladinsko prvenstvo Jugoslavije.
V letih 1975 in 1976 so za člansko ekipo v pomurskem in slovenskem prvenstvu igrali tudi Lipovčani, ki so sicer nastopali za HK Pomurje na zveznem nivoju. Ekipa je tako v teh dveh sezonah osvojila vse možne pomurske in slovenske naslove. V naslednjih treh sezonah temu ni bilo tako in klub je ostal brez osvojene lovorike. Je bil pa zato v letu 1977 Lipovčan Andrej Tratnjek, sicer igralec HK Pomurje, kapetan Jugoslovanske mlade reprezentance do 21 let na tekmi proti Madžarski. Lipovčana Miran Mesarič in Mirko Čerpnjak, sta se leta 1979 prebila na širši spisek članske reprezentance Jugoslavije za nastop na Sredozemskih igrah v Splitu. Žal se treningov v Zagrebu nista mogla redno udeleževati in tako na igrah, kjer je jugoslovanska reprezentanca osvojila zlato medaljo, nista sodelovala.
Sezona 1979/1980 je bila po treh sušnih sezonah ponovno uspešna, saj je članska ekipa osvojila že svoj šesti naslov republiškega prvaka Slovenije.

### 1981-1991
V sezoni 1980/1981 je članski ekipi uspelo obraniti naslov republiškega prvaka Slovenije. V naslednjih letih 1982, 1983, 1984 in 1985, je predvsem zaradi igranja večine najboljših igralcev iz Lipovcev v ekipi HK Pomurje, klub ostal brez vidnejšega rezultatskega uspeha. So pa zato vidno vlogo v reprezentanci Slovenije, ki je v tem obdobju nastopala na turnirjih Bratstva in enotnosti, imeli Lipovčani Miran Mesarič, Stanislav Kerman in Štefan Mesarič.
V naslednjih treh sezonah 1985/1986, 1986/1987 in 1987/1988 so HK Lipovci ponovno prevzeli primat v Sloveniji in trikrat zapored osvojili republiško prvenstvo. V sezoni 1988/1989 so republiško prvenstvo končali na drugem mestu, zato pa prvič osvojili naslov republiškega prvaka Slovenije v dvoranskem hokeju. Tudi naslednjo sezono je klub tako na prostem, kot v dvorani, končal z enakim rezultatskim uspehom in tako še drugič osvojil dvoranski naslov. Pred osamosvojitvijo Slovenije leta 1991, so odigrali še dvoransko prvenstvo in osvojili drugo mesto.     

### 1991-2000
V prvi sezoni (1991/1992) državnega članskega prvenstva Slovenije je HK Lipovci sicer zasedal prvo mesto po rednem delu prvenstva, nato pa na finalnem turnirju presenetljivo izgubil odločilno tekmo proti HK Svoboda in osvojil končno drugo mesto. Drugi so bili tudi v pokalnem tekmovanju. Naslednjo sezono 1992/1993 se niso več pustili presenetiti in so brez poraza osvojili, svoj prvi naslov državnega prvaka med člani.
Sezona 1992/1993 je bila prelomna za hokej v Lipovcih, septembra 1992 so namreč ob močni podpori krajevne skupnosti Lipovci in takratne občine Murska Sobota pričeli graditi prvo igrišče z umetno travo za hokej na travi v Sloveniji. Igrišče je bilo dokončno zgrajeno avgusta 1993 in je omogočalo moderen način igranja hokeja na travi. V sezoni 1993/1994 se je ekipa zaradi sklenitve sponzorske pogodbe s farmacevtskim podjetjem Lek, preimenovala v HK Lek Lipovci in po odličnem spomladanskem delu prvenstva osvojila drugi naslov državnega prvaka. Prav tako so to sezono prvič postali tudi zmagovalci v pokalnem tekmovanju. 
Tudi naslednjih šest sezon je minilo v veliki dominaciji HK Lek Lipovci v Sloveniji, ki so do sezone 1999/2000 osvojili osem zaporednih naslovov državnega prvaka. V finalih pa vselej premagovali največje rivale HK Triglav Predanovci. Ob tem so v sezonah 1996/1997 in 1999/2000 osvojili svoj drugi in tretji naslov pokalnih zmagovalcev Slovenije.
Kot najboljša ekipa v hokeju na travi so leta 1997, barve Slovenije prvič zastopali tudi na evropskem klubskem prvenstvu skupine C v Stockholmu in osvojili zadnje sedmo mesto. Dve leti pozneje so se tekmovanja ponovno udeležili, tokrat na prvenstvu na Dunaju in bili na koncu ponovno sedmi, vendar tokrat med osmimi ekipami. Na tem prvenstvu so dosegli tudi prvo zmago in sicer so z 1:0 premagali portugalske prvake Grupo Desportivo do Viso.     

### 2001-2010
Sezona 2000/2001 se je začela zelo uspešno. Februarja 2001, so v razburljivem finalu v Ljubljani, premagali favorizirano ekipo UHK Svoboda s 5:4 in tako osvojili svoj prvi naslov državnega dvoranskega prvaka. Nato so maja postali tudi pokalni zmagovalci in vse je kazalo, da jim bo kot prvim uspelo osvojiti vse tri lovorike v eni sezoni. V finalu proti HK Triglav Predanovci, žal niso opravičili vloge absolutnega favorita in so po treh tekmah finala zaostali z 1:2 v zmagah. Četrto tekmo v Predanovcih so sicer dobili, vendar pa je bila tekma, zaradi administrativne napake pri prijavi ekipe registrirana s 3:0 za HK Triglav Predanovci, ki je tako za zeleno mizo osvojil naslov državnega prvaka.
Tudi naslednja sezona 2001/2002 ni bila najuspešnejša, saj jih je tako v dvoranskem finalu, kot v finalu državnega prvenstva premagala ljubljanska UHK Svoboda. Tako, da so se morali zadovoljiti s petim naslovom pokalnih zmagovalcev. V tej sezoni so tudi prvič sodelovali na evropskem dvoranskem prvenstvu skupine C v Espinhu na Portugalskem in po zmagah nad prvaki Finske, Irske in Walesa osvojili solidno četrto mesto.
S sezono 2002/2003 se je po dveh neosvojenih prvenstvih začelo desetletje absolutne prevlade HK Lipovci v Sloveniji. Od te sezone naprej pa do leta 2015 je namreč klub osvojil prav vse možne članske državne naslove v hokeju na travi, v dvoranskem hokeju pa le v letih 2012 in 2015 naslov prepustil HK Triglav Predanovci . Hkrati pa je klub začel dosegati tudi odmevne mednarodne rezultate.
Leta 2003 so najprej uspešno nastopili na evropskem klubskem pokalnem prvenstvu skupine C v Zagrebu in na koncu osvojili tretje mesto. Naslednjo sezono 2003/2004 na dvoranskem klubskem prvenstvu skupine C v angleškem Loughboroughu so osvojili sedmo mesto. Zelo uspešno so nastopili tudi v novoustanovljeni Interligi in postali prvi zmagovalci tega tekmovanja. Največji uspeh pa so dosegli na evropskem klubskem prvenstvu skupine C v beloruskem Brestu, kjer so osvojili zlato medaljo in se tako uvrstili med šestnajst najboljših ekip v Evropi. Za uspehe v tej sezoni so konec leta prejeli tudi priznanje za najboljši športni kolektiv v Pomurju, ki ga podeljuje športno uredništvo Pomurskega Vestnika v sodelovanju s svojimi bralci, poslušalci Murskega vala in pomurskimi športnimi novinarji.
V sezonah 2004/2005, 2005/2006, 2006/2007 so bili nato razpeti med skupino C in skupino B evropskega klubskega hokeja na travi. Tako so najprej leta 2005 v Brestu izpadli iz skupine B, a se že naslednje leto v Zagrebu s ponovitvijo uspeha iz leta 2004 vrnili med šestnajst najboljših. Leta 2007 so v Pragi še zadnjič pred reorganizacijo evropskih klubskih tekmovanj in ustanovitvijo lige prvakov, nastopili v skupini B. Po spremembi tekmovalnega sistema so v Bratislavi leta 2008 zmagali v skupini Chalenge III, leta 2009 v Lousadi  zmagali tudi v skupini Challenge II ter bili ponovno razglašeni za najboljši športni kolektiv v Pomurju. Leta 2010 so nato obstali v skupini Challenge I, ki je po moči ekip približno enaka nivoju skupine B pred reorganizacijo tekmovanja.
Vsa leta so zelo uspešni igrali tudi v Interligi saj so po zmagi v krstni sezoni zmagali še štirikrat in šele v šesti sezoni (2008/2009) Interlige klonili v polfinalu in končali na tretjem mestu. V sezoni 2009/2010 so bili trdno odločeni da naslov vrnejo v Lipovce in po rednem delu zasedli prvo mesto. Žal pa finalni turnir v tej sezoni zaradi težav pri organizaciji ni bil odigran.
Vsa leta so bolj ali manj uspešno nastopali tudi na evropskih dvoranskih klubskih prvenstvih. Tako so leta 2006 v Pragi v skupini C osvojili nehvaležno četrto mesto, čeprav bi si po prikazanem zaslužili mnogo več. Žal je zmankal kanček sreče tako na igrišču, kot tudi pri delegiranju sodnikov, za kar se jim je direktor turnirja tudi opravičil. Leta 2007 v Budimpešti niso uspeli ponoviti iger izpred leta dni in so končali na sedmam mestu in izpadli iz skupine. Leta 2008 so v bolgarskem Gabrovu odigrali odlično in se z zmago v skupini Challenge II ponovno uvrstili v tretji kakovostni rang tekmovanja. Nato so v letih 2009 v francoskem Cambraiju in leta 2010 v Bologni neuspešno naskakovali vrh skupine in obakrat končali na četrtem mestu. So pa zato leta 2010 v Poreču  uspeli zmagati na dvoranski Interligi in tako prvič osvojili tudi to  lovoriko, ki jim je še manjkala v zbirki državnih in regijskih naslovov.

### 2010-danes
V sezoni 2010/2011 je za klub ponovno osvojil obe domači lovoriki, najprej dvoransko prvenstvo in nato še slovensko ligo v hokeju na travi. Po letu 2008 jim je ponovno uspelo osvojiti Interligo, edini neizpolnjen cilj je bil obstanek na evropskem klubskem prvenstvu skupine Challenge I. V dramatični odločilni tekmi, so namreč po izvajanju kazenskih strelov klonili proti prvakom Walesa Cardiffu. 
V sezoni 2011/2012 je klub po devetih zaporednih uspehih na dvoranskem prvenstvu v finalu klonil proti HK Triglav Predanovci in osvojil drugo mesto. Uspel pa je obraniti naslov prvakov v hokeju na travi in na zaključnem turnirju Interlige, ki je bil organiziran v Lipovcih, še sedmič postal zmagovalec tega tekmovanja. Na evropskem prvenstvu skupine Challenge II v Atenah je osvojil prvo mesto in se vrnil v višji rang tekmovanja.
V sezoni 2012/2013 je klub naslov državnih dvoranskih prvakov ponovno vrnil v Lipovce. Postal je državni prvak na prostem, v Srednjeevropski Interligi pa osvojil 2. mesto. Na evropskem prvenstvu skupine Challenge I v Pragi osvojil 7. mesto in izpadel v skupino Challenge II.
Sezona 2013/2014 je bila zelo uspešna, saj je klub osvojil naslove v dvoranskem hokeju in hokeju na travi, prav tako tudi prvo mesto na evropskem dvoranskem prvenstvu skupine Challenge II v Banji Kanjiži. Edini spodrsljaj se je zgodil v Srednjeevropski Interligi, kjer je klub osvojil 3. mesto. 
V sezoni 2014/2015, v kateri je prišlo do bistvene pomladitve ekipe, je klub na dvoranskem državnem prvenstvu osvojil 2. mesto, na evropskem dvoranskem prvenstvu skupine Challenge I pa 7. mesto in izpadel v nižji rang tekmovanja. V hokeju na travi so osvojili že 21. naslov državnih prvakov, na finalnem turnirju  Srednjeevropske Interlige v Bratislavi pa klonili v finalu in osvojil 2. mesto. Po končani sezoni je klub s tridnevno proslavo obeležil 50 letnico obstoja. 

## Priznanja izven hokeja

### Naj športni kolektiv Pomurja
| LETO | MESTO    |
| ---- | -------- |
| 2000 | 3. mesto |
| 2001 | 3. mesto |
| 2004 | 1. mesto |
| 2005 | 3. mesto |
| 2006 | 2. mesto |
| 2007 | 3. mesto |
| 2008 | 2. mesto |
| 2009 | 1. mesto |

### Naj športni kolektiv občine Beltinci
| LETO | MESTO    |
| ---- | -------- |
| 1996 | 2. mesto |
| 1997 | 1. mesto |
| 1998 | 2. mesto |
| 1999 | 1. mesto |
| 2000 | 1. mesto |
| 2001 | 1. mesto |
| 2002 | 1. mesto |
| 2003 | 1. mesto |
| 2004 | 1. mesto |
| 2005 | 1. mesto |
| 2006 | 1. mesto |
| 2007 | 1. mesto |
| 2008 | 1. mesto |
| 2009 | 1. mesto |
| 2010 | 1. mesto |
| 2011 | 1. mesto |
| 2012 | 2. mesto |
| 2013 | 2. mesto |
| 2014 | 2. mesto |

## Vsi predsedniki
Jože Zver (1965-1966)
Matija Forjan (1966-1968)
Stanislav Kerman (1969-1970 ; 2004-2010)
Janez Füle (1971-1973 ; 1981-1982)
Alojz Forjan (1973-1976 ; 1983-1992 ; 2000-2004)
Miran Mesarič (1976-1977)
Štefan Forjan (1977-1981)
Franc Maučec st. (1992-1998)
Ivan Zajc (1998-2000)
Franc Maučec ml. (2010-danes)  

## Vsi trenerji
Jože Zver
Janez Füle
Štefan Forjan
Matija Forjan
Ludvik Zelko
Alojz Forjan
Miran Mesarič
Stanislav Kerman
Štefan Sraka
Andraž Nemec
Muhammad Abu Baker
Franc Maučec
Boštjan Stanko

## Vsi kapetani
Jože Zver
Janez Füle
Jože Tratnjek
Stanislav Kerman
Alojz Forjan
Miran Mesarič
Jože Časar
Franc Maučec
Robert Mesarič